# Campionati europei di triathlon long distance del 2019
I Campionati europei di triathlon long distance del 2019 (XXVI edizione) si sono tenuti a Almere in Paesi Bassi, in data 14 settembre 2019.
Si è laureato campione europeo il danese Kristian Høgenhaug. La gara è stata vinta, tuttavia, dal sudafricano Matt Trautman. Si è laureata campionessa europea l'olandese Yvonne Van Vlerken.

## Risultati

### Élite uomini
| Pos. | Pos.                  | Paese       | Nuoto    | Bici     | Corsa    | Totale   |
| ---- | --------------------- | ----------- | -------- | -------- | -------- | -------- |
|      | Matt Trautman         | Sudafrica   | 00:49:49 | 04:11:48 | 02:44:44 | 07:50:15 |
|      | Kristian Høgenhaug    | Danimarca   | 00:50:12 | 04:11:27 | 02:48:31 | 07:53:52 |
|      | Tomas Renc            | Rep. Ceca   | 00:48:47 | 04:15:31 | 02:52:13 | 08:00:44 |
| 4    | Morten Brammer Olesen | Danimarca   | 00:52:55 | 04:20:17 | 02:43:46 | 08:01:26 |
| 5    | Pete Dyson            | Regno Unito | 00:55:46 | 04:21:06 | 02:52:23 | 08:13:22 |
| 6    | Kieran Lindars        | Regno Unito | 00:46:51 | 04:30:10 | 02:52:33 | 08:17:14 |
| 7    | Aliaksandr Vasilevich | Bielorussia | 00:48:09 | 04:30:09 | 02:58:46 | 08:21:11 |
| 8    | Erik-Simon Strijk     | Paesi Bassi | 00:56:05 | 04:20:28 | 03:00:00 | 08:21:28 |
| 9    | Sergio Marques        | Portogallo  | 00:56:16 | 04:36:07 | 02:45:11 | 08:22:22 |
| 10   | Carlos Aznar Gallego  | Spagna      | 00:56:06 | 04:33:36 | 02:48:57 | 08:22:59 |
| 11   | Dirk Wijnalda         | Paesi Bassi | 00:56:26 | 04:36:03 | 02:54:39 | 08:31:51 |
| 12   | Sven Strijk           | Paesi Bassi | 00:50:15 | 04:15:41 | 03:24:57 | 08:35:09 |
| 13   | Ruben Geys            | Belgio      | 00:52:56 | 04:39:28 | 03:03:54 | 08:41:11 |
| 14   | Tjardo Visser         | Paesi Bassi | 00:50:11 | 04:40:02 | 03:06:56 | 08:41:12 |
| 15   | Steff Overmars        | Paesi Bassi | 00:52:53 | 04:34:41 | 03:20:25 | 08:52:37 |
| 16   | Jacob Veenstra        | Paesi Bassi | 00:56:25 | 04:33:21 | 03:17:06 | 08:53:18 |
| 17   | Diederik Scheltinga   | Paesi Bassi | 00:56:01 | 04:36:23 | 03:25:00 | 09:02:29 |
| 18   | Martijn Paalman       | Paesi Bassi | 00:50:18 | 04:52:11 | 03:15:32 | 09:02:43 |
| 19   | Georgy Kaurov         | Russia      | 00:48:08 | 04:33:29 | 03:37:54 | 09:03:50 |
| 20   | Erik Doornbos         | Paesi Bassi | 00:56:10 | 04:37:47 | 03:24:41 | 09:03:56 |
| 21   | Marijn De Jonge       | Paesi Bassi | 00:59:57 | 04:48:46 | 03:34:49 | 09:29:06 |

### Élite donne
| Pos. | Pos.                | Paese       | Nuoto    | Bici     | Corsa    | Totale   |
| ---- | ------------------- | ----------- | -------- | -------- | -------- | -------- |
|      | Yvonne Van Vlerken  | Paesi Bassi | 00:59:05 | 04:46:33 | 03:06:31 | 08:56:10 |
|      | Lina-Kristin Schink | Germania    | 01:05:25 | 04:49:07 | 03:11:40 | 09:11:27 |
|      | Sarissa De Vries    | Paesi Bassi | 00:51:29 | 04:38:12 | 03:38:03 | 09:12:29 |
| 4    | Miriam Van Reijen   | Paesi Bassi | 01:00:14 | 04:57:38 | 03:14:14 | 09:18:40 |
| 5    | Simona Krivankova   | Rep. Ceca   | 01:05:06 | 04:58:47 | 03:12:26 | 09:21:39 |
| 6    | Sonja Skevin        | Croazia     | 00:54:32 | 05:08:52 | 03:17:34 | 09:25:03 |
| 7    | Sophie Bubb         | Regno Unito | 01:00:19 | 05:12:26 | 03:10:26 | 09:28:59 |
| 8    | Ilona Eversdijk     | Paesi Bassi | 00:54:29 | 04:58:34 | 03:46:15 | 09:43:24 |
| 9    | Janien Lubben       | Paesi Bassi | 01:09:13 | 04:59:35 | 03:36:35 | 09:50:35 |
| 10   | Maja Urban          | Croazia     | 01:04:20 | 05:26:48 | 03:32:26 | 10:10:32 |
| 11   | Karla Schipper      | Paesi Bassi | 01:09:05 | 05:18:32 | 04:14:24 | 10:46:54 |